# Saab 92
Saab 92 - перший автомобіль Saab, що поступив у продукцію. Серійне виробництво розпочалося 12 грудня 1949 року. У зв'язку з тим, що у Saab назви з 1 по 89 присвоювалися бойовим літакам, а 90 і 91 - транспортному літаку Saab 90 Scandia та навчальному літаку Saab 91 Safir, автомобіль отримав назву 92. 92 випускався тільки у версії Deluxe; Спочатку стандартна версія також була доступна для покупки, проте не отримала зацікавлення з боку покупця, і тому її випуск було припинено.

## Кузов та двигун

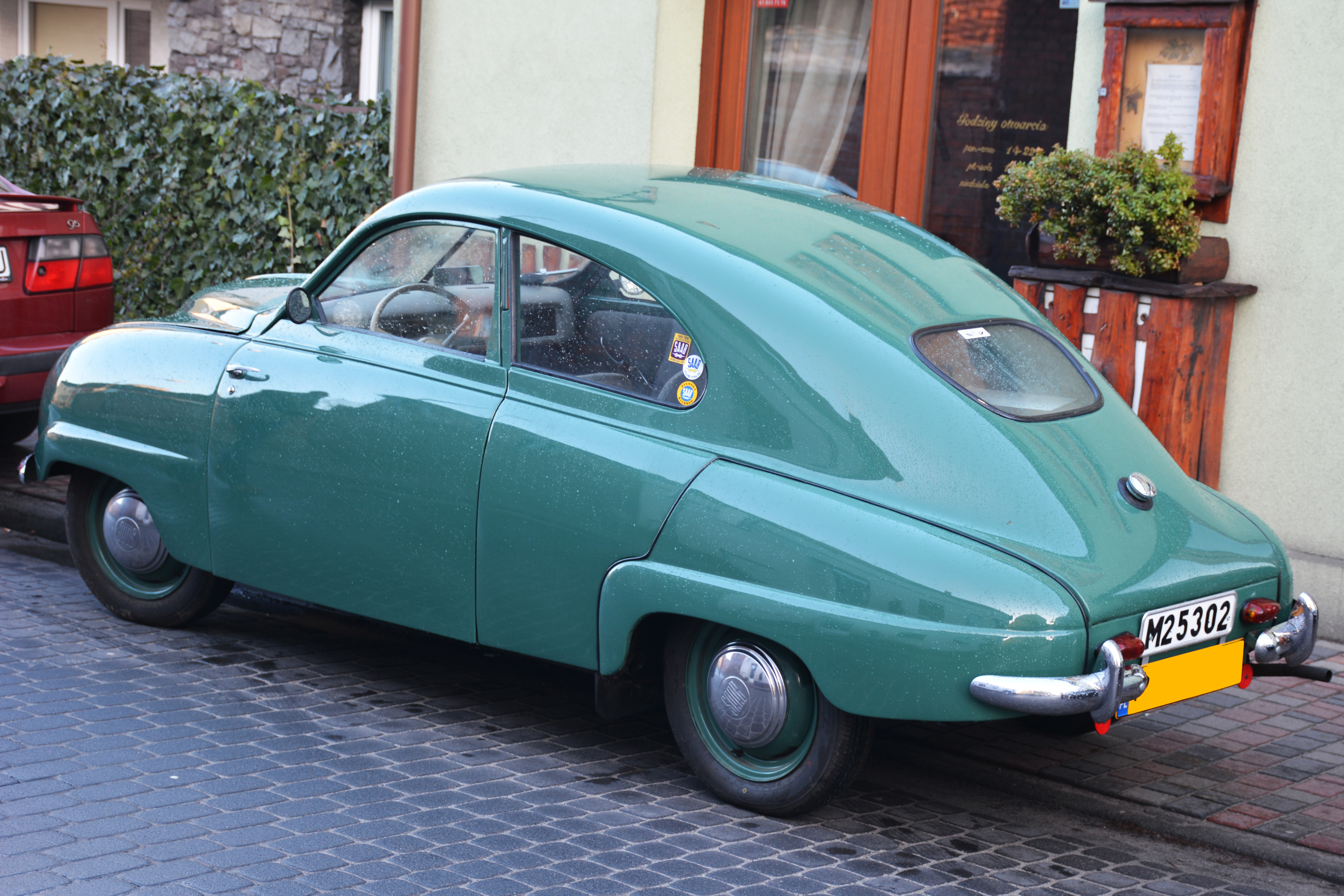
Saab 92 1950

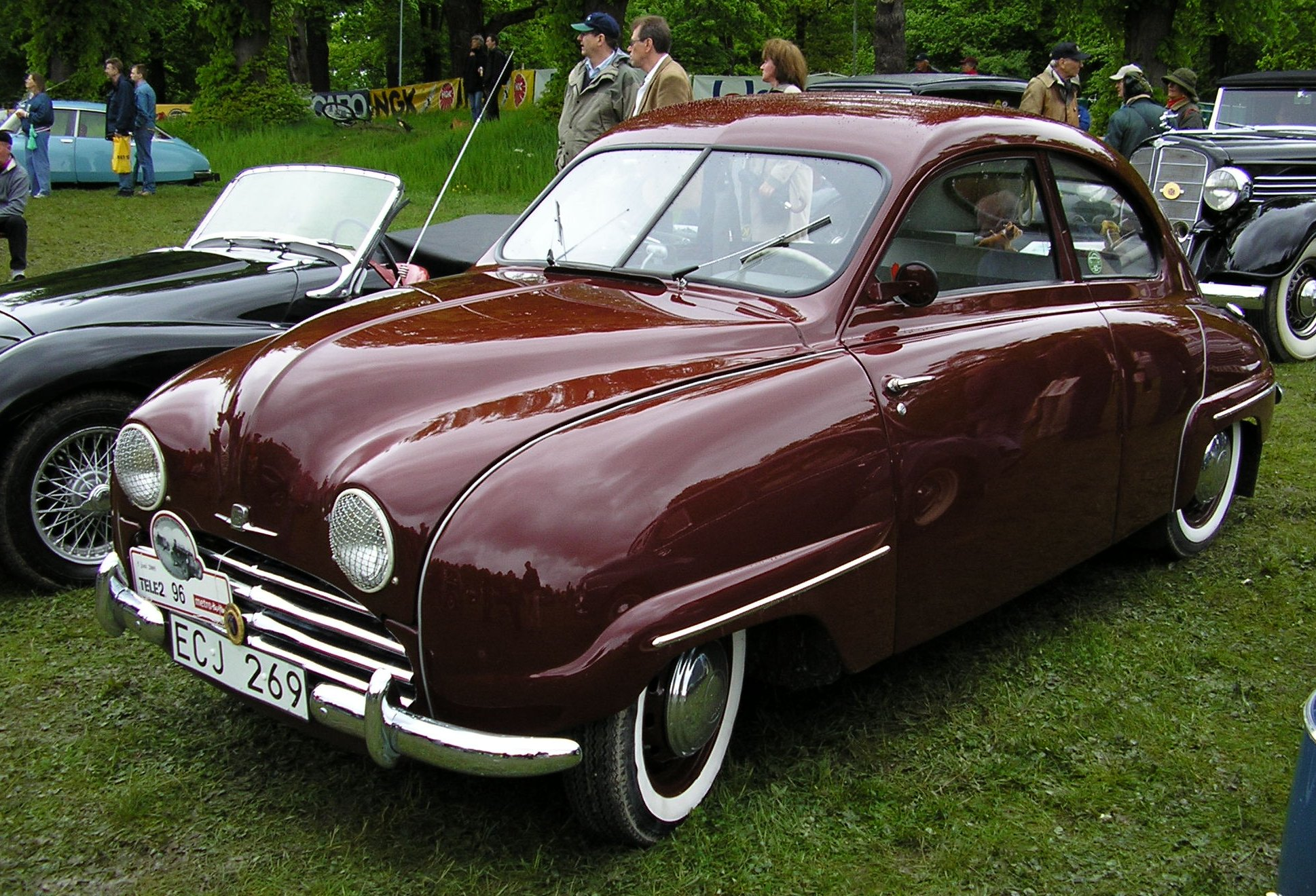
Saab 92b 1955

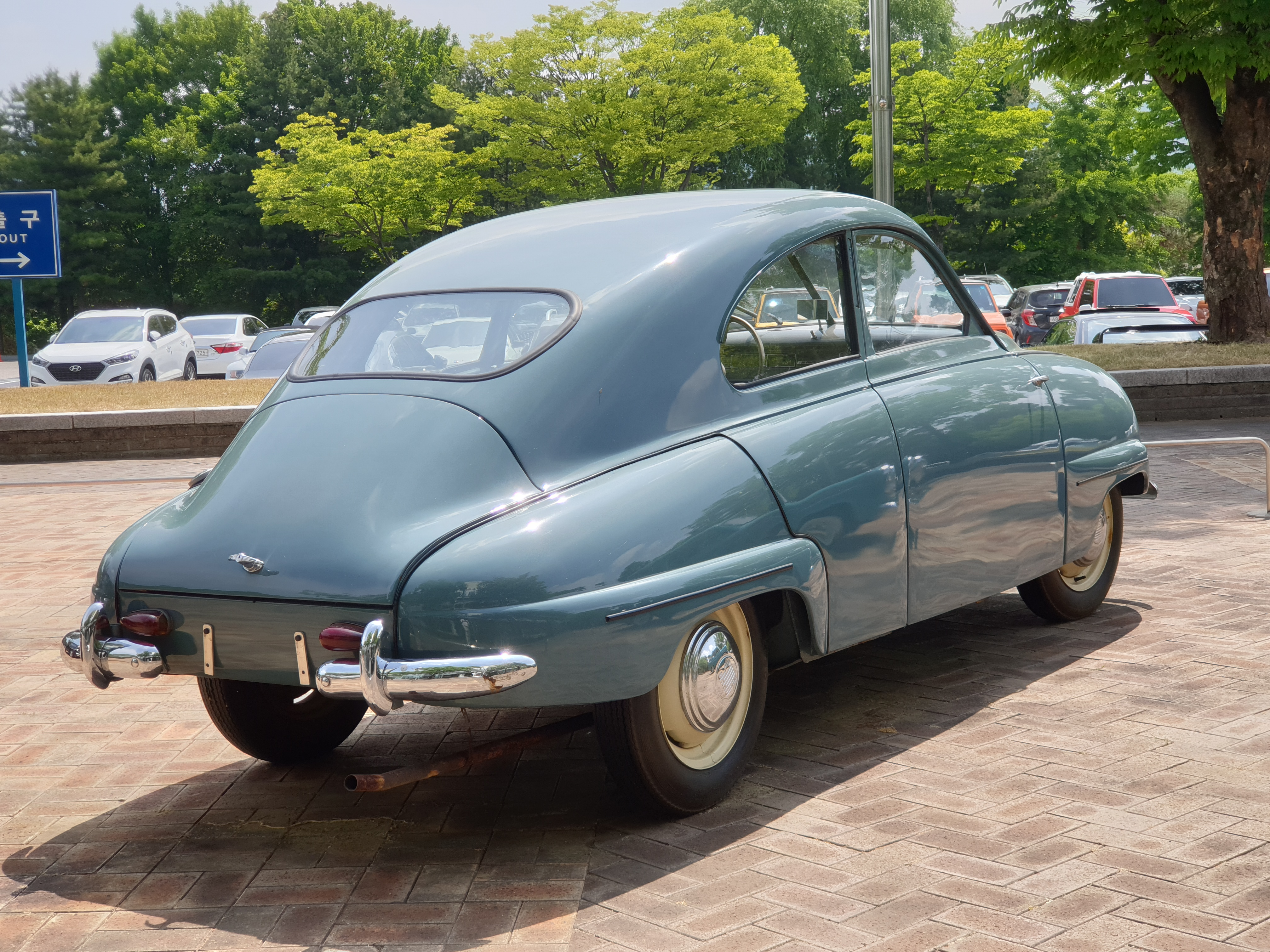
Saab 92b 1953

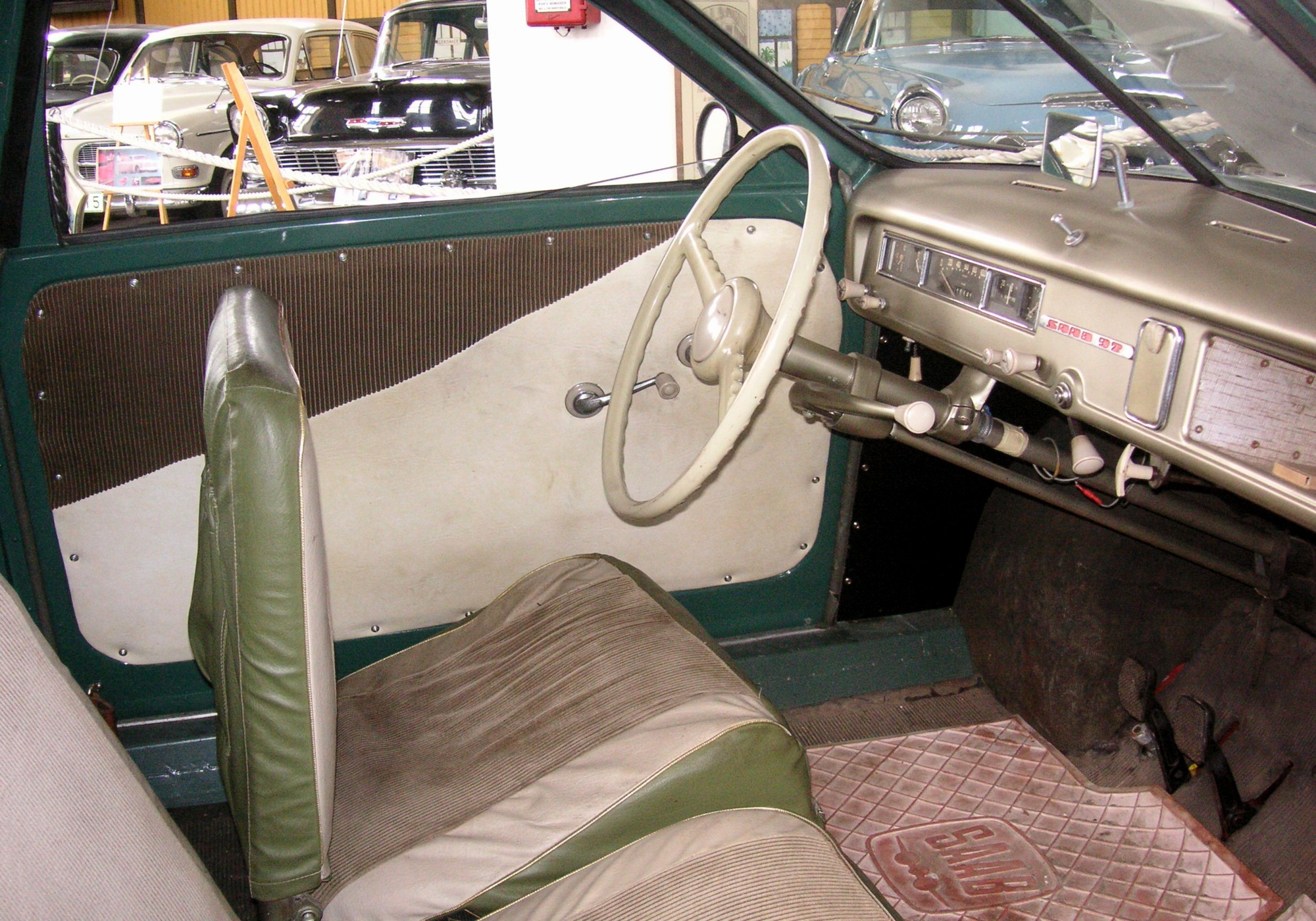

У середині XX століття більшість автомобілів мали окремі кузови та шасі, скріплені болтами. На відміну від них 92 мав тримальний кузов, як більшість сучасних автомобілів. Весь кузов 92 виготовлявся цілісно і відразу, лише після цього на ньому вирізалися прорізи для вікон та дверей. Коефіцієнт аеродинамічного опору автомобіля 0,30 настільки малий, що він навіть перевищує його у Ferrari F40 і приблизно дорівнює коефіцієнту Porsche 996. Дизайнер Сікстен Сасон.
Усі ранні екземпляри Saab 92 фарбувалися в темно-зелений колір; за деякими даними, така фарба Saab залишилася ще з виробництва військових літаків. Ціна автомобіля у 1950 році становила 6550 крон.
Як двигун використовувався поперечно розташований двотактний 0,8-літровий 25-сильний двигун з рідинною термосифонною системою охолодження, розроблений на основі вивчення силових агрегатів DKW. Трансмісія мала 3 передачі, з першою несинхронізованою. Для того, щоб подолати проблеми з нестачею олії під час руху накатом (гальмування двигуном) у двотактних двигунів, встановлювалися муфти вільного ходу. Підвіска була незалежною торсіонною.

## Зміни
У 1949 році було випущено всього 700 примірників, у 1950 році - 1246. Згодом продажі з кожним роком збільшувалися на 2000 на рік. У 1951 році колишні деталі, які постачали німецька компанія Continental Automotive GmbH, були замінені на нові від Stewart-Warner.
У 1953 році 92b отримав набагато більші заднє вікно і багажне відділення (з задніми дверима, що відкриваються). Тепер він був доступний у сірому, сіро-блакитному, чорному та зеленому кольорах. У 1954 році Saab 92 отримав новий карбюратор Solex 32BI та нову систему запалювання, з якою автомобіль став розвивати 28 к.с. (21 кВт). Американські фари були замінені фарами від Hella. Ще одним нововведенням стало те, що текстильний дах (на напівкабріолетах та напівкабінних версіях) тепер пропонувався як опція. Також цього року став доступний темно-бордовий колір.
У 1955 році 92 отримав електричний паливний насос та квадратні задні ліхтарі, встановлені на задніх крилах. Були доступні сірий та бордовий кольори, а також ще один новий – «зелений мох».
Незважаючи на те, що наступника моделі 92 Saab 93 почали випускати в грудні 1955 року, модель 92b продовжувала випускатися. Останній 92 був зібраний наприкінці 1956-початку 1957 року. Були доступні два нові кольори, сіро-зелений та бежевий. Загалом було зроблено 20128 екземплярів Saab 92.

## Виробництво SAAB 92 і SAAB 92 B
Виробничі показники
| Jahr   | 1947 | 1948 | 1949 | 1950  | 1951      | 1952      | 1953 | 1954 | 1955 | 1956 | всього |
| ------ | ---- | ---- | ---- | ----- | --------- | --------- | ---- | ---- | ---- | ---- | ------ |
| 92     | (3)  |      | 20   | 1.250 | (2.200)   | (1.830)   |      |      |      |      | 5.300  |
| 92 B   |      |      |      |       |           | *         | *    | *    | *    | *    | 14.828 |
| всього | 3    | 0    | 20   | 1.250 | ca. 2.200 | ca. 1.830 | *    | *    | *    | *    | 20.128 |